# Georgi Todorov (tábornok)
Georgi Sztojanov Todorov (bolgárul: Георги Стоянов Тодоров; Bolhrad, Orosz Birodalom, 1858. augusztus 10. – Szófia, 1934. november 16.) bolgár tábornok, az ország 1877 utáni történetének meghatározó alakja. Vezető szerepet töltött be az Balkán-háborúk idején, majd az első világháború alatt Nikola Zsekov mellett a bolgár hadsereg legfontosabb parancsnokai közé tartozott.

## Élete
Georgi Todorov egy dél-besszarábiai bolgár családban született (lásd besszarábiai bolgárok). 19 évesen önkéntesként jelentkezett az oroszok oldalán harcoló bolgár önkéntes csapatokhoz és részt vett az 1877–1878-as orosz–török háborúban. Bulgária de facto függetlenségének elnyerése után elvégezte az újonnan felállított szófiai Katonai Akadémia képzését, majd 1882-ben a szentpétervári katonai akadémián kezdett tanulmányokat, de ezt nem fejezte be, mert az 1885-ös szerb–bolgár háború kitörését követően hazatért és frontszolgálatot teljesített Vidin és Kula térségében. A háború után részt vett az I. Sándor bolgár fejedelem elleni puccsban, amiért 1886-ban eltávolították a hadseregből, de az új uralkodó, I. Ferdinánd egy év múlva ismét aktív szolgálatba helyezte és őrnaggyá léptette elő. 1910-ben már dandártábornoki rangot viselt és a 7. Rila gyaloghadosztály parancsnoka volt. Az első Balkán-háború idején hadosztályával Thesszaloniki térségében harcolt az oszmán csapatok ellen, majd a második háborúban Macedónia területén küzdött a szerb csapatok ellen. 
Bulgária első világháborúba való belépését követően a 2. bolgár hadsereg parancsnokságát vette át. Ebben a beosztásában nevéhez fűződik az Ovče Pole-i offenzíva, melyben súlyos vereséget mért a szerb csapatokra és visszavonulásra kényszerítette őket Macedónia területéről. 1916–1917 között a román fronton teljesített szolgálatot Dobrudzsa térségében harcolva. 1918. szeptember 8-án a bolgár hadsereg vezérkari főnökeként helyettesítette a beteg Nikola Zsekovot, de ebben a tisztségében már csak a balkáni front összeomlását tudta átélni. A szeptember 15–18. közötti Dobro Pole-i csatában az antant csapatok áttörték a frontot és a teljes Macedóniából való kivonulásra kényszerítették a bolgár csapatokat. A Dobro Pole-i csata egyenes úton vezetett Bulgária kapitulációjához. 
A háború után, 1919-ben elbocsátották a hadseregtől. Ezt követően haláláig visszavonultan élt és Szófiában halt meg 1934-ben.